# Каньга (Владимирская область)
Каньга — упразднённая деревня в Вязниковском районе Владимирской области России.

## География
Урочище находится в северо-восточной части области, в зоне хвойно-широколиственных лесов, в пределах Волжско-Окского междуречья, к западу от автодороги 17Н-20, на расстоянии 28 километров (по прямой) к западо-юго-западу от города Вязники, административного центра района.

### Климат
Климат характеризуется как умеренно континентальный. Средняя температура воздуха самого холодного месяца (января) — −11,1 °C (абсолютный минимум — −48 °С), средняя максимальная температура воздуха (июля) — +23,3 °С (абсолютный максимум — +37 °С). Годовое количество атмосферных осадков составляет около 607 мм, из которых 413 мм выпадает в период с апреля по октябрь.

## История
В «Списке населенных мест Владимирской губернии по сведениям 1859 года» населённый пункт упомянут как удельная деревня Судогодского уезда, расположенная при колодцах, в 69 верстах от уездного города. В деревне насчитывалось 10 дворов и проживало 68 человек (39 мужчин и 29 женщин).
По состоянию на 1905 год, в Каньге имелось 14 дворов и проживало 55 человек. В административном отношении деревня входила в состав Воскресенской волости.
По данным 1926 года, в деревне имелось 18 крестьянских хозяйств и проживало 93 человека (40 мужчин и 53 женщины). Являлась частью Кочневского сельсовета.
На момент упразднения входила в состав Стёпанцевского сельсовета Вязниковского района. Упразднена решением облисполкома № 322 от 30 июня 1977 года как фактически не существующая.